# Malin Sävstam Ahlstrand
Malin Sävstam Ahlstrand, tidigare Malin Sävstam, folkbokförd som Malin Inez Charlotta Sävstam Ahlstrand, född 24 oktober 1960, är en svensk författare och överlevare från tsunamikatastrofen i Thailand 2004.
Sävstam förlorade sin man och två av sina tre barn i tsunamikatastrofen i Thailand 2004. Hon har i flera sammanhang berättat om sina upplevelser, sina reaktioner och sin väg tillbaka och bland annat gett ut två böcker. Hon har medverkat i kurser om kris- och sorgebearbetning tillsammans med sin terapeut Louise Linder.
Sävstam var värd för Sommar i P1 den 23 juli 2009.
Hon medverkade i Min sanning den 23 december 2014, tio år efter tsunamin.